# Temporada de ciclones na região da Austrália de 2023-2024
A temporada de ciclones na região da Austrália de 2023-2024 foi a quinta temporada consecutiva a ter atividade abaixo da média em termos de tempestades nomeadas. Apesar disso, ela foi a segunda seguida a ter pelo menos cinco cilones tropicais severos, incluindo o ciclone tropical mais molhado nos registos. A temporada começou oficialmente em 1 de novembro de 2022 e terminou em 30 de abril de 2023, no entanto, um ciclone tropical pode se formar a qualquer momento entre 1 de julho de 2022 e 30 de junho de 2023 e contará para o total da temporada. Durante a temporada, os ciclones tropicais serão monitorados oficialmente por um dos três centros de alerta de ciclones tropicais (TCWCs) para a região que são operados pelo Bureau de Meteorologia, National Weather Service da Papua Nova Guiné e pela Agência Indonésia de Meteorologia, Climatologia e Geofísica. O Joint Typhoon Warning Center dos Estados Unidos (JTWC) e outros serviços meteorológicos nacionais, incluindo a Météo-France e o Serviço Meteorológico de Fiji, também monitorarão a bacia durante a temporada.

## Previsões da temporada
| Fonte/Recorde                      | Fonte/Recorde                      | Ciclone Tropical | Ciclone tropical severo | Ref   |
| ---------------------------------- | ---------------------------------- | ---------------- | ----------------------- | ----- |
| Recorde alto:                      | Recorde alto:                      | 21               | 12                      | [ 1 ] |
| Recorde baixo:                     | Recorde baixo:                     | 3                | 0                       | [ 1 ] |
| Média (1969–70 – 2023–24):         | Média (1969–70 – 2023–24):         | 11               | —                       | [ 2 ] |
| Região                             | Região                             | Chance de menos  | Número médio            | Ref   |
| Todo (90°E–160°E)                  | Todo (90°E–160°E)                  | 80%              | 11                      | [ 2 ] |
| Oeste (90°E–125°E)                 | Oeste (90°E–125°E)                 | 72%              | 7                       | [ 2 ] |
| Oeste-Noroeste (105°E–130°E)       | Oeste-Noroeste (105°E–130°E)       | 75%              | 5                       | [ 2 ] |
| Norte (125°E–142.5°E)              | Norte (125°E–142.5°E)              | 61%              | 3                       | [ 2 ] |
| Leste (142.5°E–160°E)              | Leste (142.5°E–160°E)              | 76%              | 4                       | [ 2 ] |
| Oeste Pacífico Sul (142.5°E—165°E) | Oeste Pacífico Sul (142.5°E—165°E) | 68%              | 4                       | [ 3 ] |
| Leste Pacífico Sul (165°E—120°W)   | Leste Pacífico Sul (165°E—120°W)   | 40%              | 6                       | [ 3 ] |

Antes da temporada oficialmente iniciada em 1 de novembro, o Australian Bureau of Meteorology (BoM) e o National Institute of Water and Atmospheric Research (NIWA) da Nova Zelândia emitiram uma perspectiva de ciclones tropicais que discutiu a próxima temporada. Estas perspectivas tiveram em conta uma variedade de factores, tais como o desenvolvimento de um evento El Niño e o que tinha acontecido em épocas anteriores, como 1972–73, 1982–83, 1997–98, 2009–10 e 2015–16. No âmbito das suas perspectivas sazonais para a região australiana, o BoM sugeriu que havia uma probabilidade de 80%, que toda a região entre 90°E – 160°E e, seria inferior à média, tendo menos do que a média a longo prazo de 11 ciclones tropicais. Sugeriram igualmente que cada uma das suas regiões auto-definidas a Oeste, Norte, Noroeste e Leste veria uma quantidade abaixo da média de actividade dos ciclones tropicais.
O BoM também emitiu uma previsão sazonal que discutiu a atividade de ciclones tropicais sobre o Oceano Pacífico Sul para suas regiões autodefinidas a leste e oeste do Oceano Pacífico Sul. No âmbito desta previsão, previram que a sua região ocidental entre 142.5°E and 165°E e teria uma actividade abaixo da média, enquanto a sua região oriental entre 165°E and 120°W tinha 60% de hipóteses de ver uma actividade acima da sua média de 6 ciclones tropicais. Juntamente com outros serviços meteorológicos do Pacífico, a BoM contribuiu para as perspectivas de ciclones tropicais do Sudoeste do Pacífico da NIWA, que previa que nove e catorze ciclones tropicais ocorreriam entre 135°E and 120°W. Esperava-se que pelo menos quatro a oito desses sistemas se intensificassem ainda mais e se tornassem um ciclone tropical severo de categoria 3, 4 ou 5 na escala de intensidade do ciclone tropical Australiano.

## Escalas
A região australiana (Austrália e Fiji) utiliza sua própria escala de furacões conforme a velocidade dos ventos sustentado por 10 minutos, invés da mais conhecida, a Escala de furacões de Saffir-Simpson (SSHWS), que se baseia em ventos sustentados por um (01) minuto. Na comparação entre as escalas (abaixo), nota-se, por exemplo, que a escala australiana não tem uma classificação de "tempestade tropical" que, justamente, corresponde a ciclone tropical de categoria 1 ou 2 na sua própria escala.
| Austrália e Fiji                                          | Austrália e Fiji                  | SSHWS                           | SSHWS                           |
| --------------------------------------------------------- | --------------------------------- | ------------------------------- | ------------------------------- |
| Categoria                                                 | Ventos sustentados por 10 minutos | Categoria                       | Ventos sustentados por 1 minuto |
| Baixa pressão tropical                                    | ≤ 62 km/h (39 mph)                | Depressão tropical              | ≤ 62 km/h (39 mph)              |
| -                                                         |                                   | Tempestade tropical             | 63–118 km/h                     |
| Ciclone tropical de categoria 1                           | 63–88 km/h (39–54 mph)            | Ciclone tropical de categoria 1 | 119–153 km/h                    |
| Ciclone tropical de categoria 2                           | 89–117 km/h (55–72 mph)           | Ciclone tropical de categoria 2 | 154–177 km/h                    |
| Ciclone tropical de categoria 3 (ciclone tropical severo) | 118–159 km km/h (74–98 mph)       | Ciclone tropical de categoria 3 | 178–208 km/h                    |
| Ciclone tropical de categoria 4 (ciclone tropical severo) | 160–199 km/h (99–127 mph)         | Ciclone tropical de categoria 4 | 209–251 km/h                    |
| Ciclone tropical de categoria 5 (ciclone tropical severo) | ≥ 200 km/h (≥ 124 mph)            | Ciclone tropical de categoria 5 | ≥ 252 km/h                      |

Leia o artigo principal: Escalas de ciclones tropicais

### Atividade inicial
A temporada começou oficialmente em 1 de novembro, no entanto, o primeiro sistema, Ciclone Jasper, não estaria ativo até 4 de dezembro, quando atravessou a bacia como uma baixa tropical do Pacífico Sul. A baixa tornou-se uma tempestade nomeada em 5 de dezembro, recebendo o nome de Jasper, e intensificou-se no primeiro ciclone tropical severo da temporada no dia seguinte. Jasper atingiu o extremo norte de Queensland como ciclone tropical de categoria 2 em 13 de dezembro.

### Início da atividade
Após uma pausa significativa na atividade, o ciclone tropical Anggrek e a baixa tropical 03U formaram-se em 10 e 11 de Janeiro, respetivamente, com o último a dissipar-se em 23 de janeiro. no dia seguinte, formou-se o ciclone Kirrily. A baixa tropical 06U formou-se em 30 de janeiro, curvando fora da bacia no dia seguinte e voltando de volta em 5 de fevereiro. O ciclone tropical Lincoln formou-se em 16 de fevereiro e atingiu a Costa do Golfo da Carpentaria. O ciclone tropical Neville formou-se ao norte das Ilhas Cocos em 1 de março e deixou a bacia 20 dias depois. O ciclone tropical severo Megan formou-se em 13 de março a partir de uma baixa tropical sobre a costa do Golfo de Carpentaria. A baixa tropical 10U de curta duração formou-se e enfraqueceu no mesmo dia de 14 de março. O ciclone tropical Olga formou-se no interior de um vale de monções ao sul de Sumba em 4 de abril. O ciclone tropical Paul formou-se 5 dias depois sobre o arquipélago de Louisiade. A baixa tropical 12U formou-se em 12 de abril e manteve-se rastreável.

### Fora de época
A temporada terminou com a baixa tropical 16U, formada em 4 de maio e enfraquecida no dia seguinte.

## Sistemas

### Ciclone tropical severo Jasper
Em 2 de dezembro, o Bureau de Meteorologia da Austrália (Australian Bureau of Meteorology - BoM) informou que a perturbação tropical 03F, que foi redesignada como baixa tropical 02U, havia se formado no Oceano Pacífico Sul, na área de responsabilidade de Fiji. Dois dias depois, às 00h00 UTC de 4 de dezembro, o sistema entraria na área de responsabilidade australiana. O Joint Typhoon Warning Center (JTWC) emitiu um Alerta de Formação de Ciclone Tropical (TCFA) mais tarde naquele dia, projetando uma alta probabilidade de desenvolvimento de um ciclone tropical significativo. Mais tarde, no dia seguinte, o JTWC posteriormente iniciou alertas sobre o sistema e classificou-o como ciclone tropical 03P. O BoM posteriormente seguiu o exemplo e o actualizou para um ciclone tropical de categoria 1, nomeando-o Jasper. Jasper começou a seguir para o sul sob a influência de uma crista quase equatorial a leste. Durante o dia seguinte, o centro do ciclone continuou a se organizar, com bandas convectivas profundas começando a envolver o centro, levando o JTWC a atualizar o sistema para um furacão de categoria 1. Jasper rapidamente se intensificou para um ciclone tropical severo de categoria 3, devido a estar em um ambiente com temperaturas quentes da superfície do mar e baixo cisalhamento do vento. No dia seguinte, intensificou-se ainda mais, tornando-se um ciclone tropical severo de categoria 4. Pouco depois, Jasper começou a enfraquecer, com seu olho ficando cheio de nuvens e a convecção profunda erodindo devido à entrada de ar seco. Jasper se intensificaria novamente e, às 12h00 UTC de 13 de dezembro, atingiu a costa como um ciclone tropical de categoria 2 em Wujal Wujal, Queensland. Depois de chegar ao continente, o JTWC interrompeu os avisos no sistema mais tarde naquele dia. Às 14:00 UTC daquele dia, o BoM informou que Jasper havia enfraquecido para uma baixa tropical. No entanto, mais tarde, eles reduziriam suas chances de se desenvolver novamente para muito baixas, à medida que a tempestade virasse para sudeste, mais para o interior, e em 18 de dezembro, Jasper foi notado pela última vez na Península do Cabo York.
Jasper produziu chuvas torrenciais, com pico de 2.252 mm. Em Bairds, perto do rio Daintree, tornando-se o ciclone tropical mais chuvoso da história australiana, batendo o recorde anterior do ciclone Peter em 1979. Muitos moradores locais usaram embarcações pessoais para resgatar pessoas que ficaram presas em seus telhados nos subúrbios costeiros. Alguns voos foram cancelados no Aeroporto de Cairns. Um homem morreu e outro desapareceu devido às enchentes causadas por Jasper. Os totais de 24 horas incluem a captação de Daintree registrando 624 mm de chuva, enquanto a cidade de Diwan registrou exatamente 500 mm. Jasper também trouxe breves acumulações de chuvas fortes no rio Bloomfield, com média de 625–796 mm, com chuvas chegando a 803 mm. Em Wujal Wujal e Daintree Village. O Conselho de Seguros da Austrália estimou que Jasper causou AU$ 1 bilhão (US$ 675 milhões) em danos.

### Ciclone tropical severo Anggrek
Em 9 de Janeiro, o BoM observou que uma baixa tropical poderia formar-se no Oceano Índico, designando-a como 04U. Mais tarde, no dia seguinte, o BoM informou que se tinha formado a noroeste das Ilhas Cocos. Em 11 de janeiro, o JTWC seguiu o exemplo no monitoramento do sistema, após a convecção ter se consolidado significativamente em torno da circulação. Três dias depois, a agência emitiu um TCFA, para a perturbação, uma vez que estava situada num ambiente de águas quentes, baixo cisalhamento e boa vazão. Em 15 de janeiro, o JTWC começou a emitir avisos, reconhecendo-o como o ciclone tropical 06S após a sua circulação ter melhorado com o BoM posteriormente seguindo o exemplo e atualizando-o para um ciclone tropical de categoria 1. Como o ciclone estava dentro de sua área de responsabilidade, a Agência de Meteorologia, Climatologia e Geofísica (BMKG) nomeou o sistema como Anggrek. Ele seguiu para sudeste antes de mudar de direção e seguir para oeste. Anggrek permaneceu quase estacionário devido às fracas cristas de direção ao norte e sudoeste, o sistema gerou ressurgência, fazendo com que a temperatura da superfície do mar diminuísse. Apesar disso, Anggrek se intensificou constantemente e depois de entrar em condições favoráveis em 24 de janeiro, tornou-se um ciclone tropical severo de categoria 3, com ventos sustentados máximos estimados de 10 minutos de 150 km/h, e um centro de pressão barométrica de 968 hPa, enquanto a representação do sistema mostrava uma firme circulação em torno de um olho. No dia seguinte, o sistema saiu da bacia em direção ao sudoeste do Oceano Índico.

### Baixa tropical 03U
Em 7 de janeiro, o BoM observou a possibilidade de formação de uma baixa tropical perto do Norte de Kimberley, uma vez que se esperava que um vale de monções se desenvolvesse ao longo da extremidade superior. Foi predesignado como 03U. Isso se concretizou 4 dias depois, quando o BoM informou que estava se desenvolvendo no sul do Golfo de Joseph Bonaparte dentro do vale. À medida que a baixa tropical passou sobre terra, o sistema mantinha um canal de escoamento robusto na alta troposfera. O BoM continuou a monitorizar a baixa à medida que se movia lentamente para sudeste, depois virava para oeste em direção à Austrália Ocidental até 20 de Janeiro, até determinarem que não se transformaria num ciclone tropical a 23 de Janeiro.
A baixa e suas monções associadas trouxeram fortes chuvas para o Território do Norte, resultando na emissão de alertas de inundação e avisos em todo o Top End e no território do Norte Central. Wadeye recebeu 661 mm de precipitação.

### Ciclone tropical severo Kirrily
Juntamente com o ciclone Anggrek, o BoM também observou a possibilidade de formação de uma baixa tropical no vale das monções sobre o Golfo de Carpentaria em 9 de Janeiro, designando-o como 05U. Três dias depois, o BoM informou que estava se desenvolvendo na porção oriental do golfo. Em 17 de janeiro, o JTWC começou a monitorizar a baixa mínima. Dois dias depois, o JTWC emitiu um TCFA para o sistema. Em 21 de janeiro, o BM começou a emitir avisos no sistema. Em 23 de janeiro, o JTWC fez o mesmo, reconhecendo-o como o ciclone tropical 07P. No dia seguinte, o BoM classificou a baixa para um ciclone tropical de categoria 1, nomeando-o de Kirrily. A convecção profunda mudou para o lado oeste da circulação de Kirrily, embora seu centro permanecesse bem definido. Posteriormente, intensificou-se para um ciclone tropical severo de categoria 3, o JTWC seguiu o sistema e o actualizou para um furacão de categoria 1, antes de atingir Townsville, Austrália, em 25 de janeiro. Pouco depois da chegada ao continente, o JTWC interrompeu os avisos no sistema. No dia seguinte, o BoM interrompeu os avisos. No entanto, Kirrily permaneceu rastreável, à medida que se movia para oeste em direção à região de Queensland durante o resto de janeiro. O JTWC começou a monitorar os remanescentes de Kirrily para potencial regeneração à medida que o sistema desenvolvia um centro de circulação de baixo nível parcialmente exposto (LLCC). No dia seguinte, eles emitiram um TCFA para os remanescentes. A perturbação posteriormente regenerou-se em um ciclone tropical; o sistema mostrou um LLCC em consolidação com bandas convectivas e um nublado central denso (CDO). Uma vez que o sistema só produzia ventos quase fortes no Golfo de Carpentária, o BoM determinou que não se esperava que a baixa se transformasse num ciclone tropical. Em 2 de fevereiro, o JTWC interrompeu novamente seus alertas, à medida que a tempestade acelerava para o interior com as faixas de chuva se desfazendo e aquecendo os topos das nuvens, até que foi observado pela última vez nas perspectivas de ciclones tropicais do BoM no dia seguinte.
Antes da tempestade atingir a costa em 24 de janeiro, o BoM emitiu avisos de ciclone para Townsville, Mackay, Bowen, as Ilhas Whitsunday, que se estenderam para o interior até Charters Towers. Quando a tempestade atingiu Queensland, foram registradas chuvas localmente intensas de até 300 mm. As autoridades resgataram quatorze pessoas que ficaram presas nas enchentes enquanto tentavam inspecionar o impacto da tempestade.A baixa remanescente de Kirrily alimentou fortes tempestades no sudeste de Queensland, gerando um alerta de supertempestade do BoM.

### Baixa tropical 06U
Em 29 de janeiro, o BoM observou que se esperava que uma baixa subtropical se formasse na costa do leste da Austrália em poucos dias, designando-a como 06U. No dia seguinte, o BoM começou a monitorar a baixa à medida que se desenvolvia na porção leste da bacia, cerca de 125 km a nordeste de Kgari em Queensland, Austrália. Nos dois dias seguintes, o sistema deslocou-se para nordeste e para a bacia do Pacífico Sul durante o dia 1 de fevereiro, onde foi classificado como distúrbio tropical 05F pelo Serviço Meteorológico das Fiji. Nesta fase, o sistema estava localizado em uma área de cisalhamento vertical moderado do vento e boa divergência de nível superior a cerca de 675 km a noroeste de Nouméa na Nova Caledônia, enquanto a convecção atmosférica persistia sobre o LLCC do sistema. Depois de vaguear fora da bacia durante vários dias, o sistema voltou a entrar na bacia como uma baixa tropical. As condições ambientais foram avaliadas como sendo marginalmente propícias à ciclogénese tropical, com temperaturas quentes da superfície do mar próximas de 29-30 C e baixo cisalhamento vertical do vento. Voltou a sair da bacia em 7 de fevereiro, como a tempestade estava lutando devido ao cisalhamento moderado do vento.

### Ciclone tropical Lincoln
Em 6 de fevereiro, o BoM observou que se esperava que uma baixa tropical se formasse no norte da Austrália, entre o Golfo Joseph Bonaparte e o Golfo de Carpentária, dentro de alguns dias, designando-a como 07U. Em 13 de fevereiro, o BoM informou que uma baixa tropical havia se desenvolvido sobre o oeste do Golfo de Carpentária dentro de um vale de monções sobre o Top End, aproximadamente 419 km a leste-sudeste de Darwin, no Território do Norte. Inicialmente localizada em um ambiente favorável à intensificação, a baixa tropical começou a encontrar condições um tanto melhores. À medida que a baixa tropical se movia lentamente em direção à costa, a consolidação do LLCC com convecção começou a se desenvolver e estava se aproximando do centro. Em 15 de fevereiro, às 14h30 UTC, o JTWC emitiu um TCFA, observando que o sistema estava em um ambiente favorável com baixo cisalhamento do vento e temperaturas da superfície do mar superiores a 29–30 °C. Posteriormente, a agência emitiu seu primeiro alerta sobre o sistema, classificando-o como ciclone tropical 14P. O BoM seguiu o exemplo – atualizando oficialmente o sistema para um ciclone tropical de categoria 1 e atribuindo o nome Lincoln. Lincoln tinha um LLCC parcialmente exposto com convecção central confinada à borda oeste do ciclone. Lincoln atingiu a costa do Golfo de Carpentaria entre Port McArthur e o Território do Norte - fronteira com Queensland logo após as 06:00 UTC de 16 de fevereiro. Pouco depois da chegada ao continente, o JTWC interrompeu os avisos no sistema. Mais tarde naquele dia, o BoM seguiu o exemplo e divulgou o seu último aviso quando o sistema degenerou para uma baixa tropical.
No entanto, Lincoln permaneceu rastreável e o BoM daria ao sistema uma grande chance de se transformar novamente em um ciclone tropical em 18 de fevereiro. Em 21 de fevereiro, os remanescentes de Lincoln viraram para oeste em direção ao mar da costa de Kimberley e começaram a se reorganizar, resultando em convecção profunda para o norte. O JTWC reemitiu um TCFA para o sistema às 07:30 UTC, enquanto a faixa convectiva formativa estava se envolvendo em uma circulação definida. Com um aumento nas faixas convectivas no sul da circulação do ciclone, o JTWC reiniciou os alertas sobre a tempestade aproximadamente 446 km (275 milhas) a nordeste de Learmonth às 03:00 UTC de 22 de fevereiro. Virando para noroeste ao se aproximar da Austrália Ocidental, a tempestade não conseguiu organizar sua convecção profunda. Em 24 de Fevereiro, o JTWC emitiu posteriormente o seu parecer final sobre o sistema, à medida que a sua circulação foi exposta. A tempestade então cruzou ao sul de Coral Bay, na costa noroeste da Austrália, pouco depois das 12:00 UTC daquele dia, antes de se mover para o interior através de Gascoyne e se dissipar pouco depois. Lincoln foi o primeiro ciclone tropical a se formar no Golfo de Carpentária desde o ciclone tropical Alfred em fevereiro de 2017.

### Ciclone tropical severo Neville
Em 1 de março, o BoM começou a rastrear uma possível baixa tropical ao norte das Ilhas Cocos dentro do vale das monções, designando-a como 08U. Um aumento do fluxo de monções sobre o Oceano Índico em direção à Indonésia levou a agência a informar que a baixa tropical estava se formando em 4 de março, dentro de um ambiente desfavorável para um maior desenvolvimento. Em 10 de março, a JTWC emitiu um TCFA para a baixa tropical depois de notar que a sua convecção profunda continuou a aumentar nas regiões sul e central sobre o LLCC do sistema, e no dia seguinte, reconheceu o sistema como ciclone tropical 18S. Posteriormente, a subsidência e o alto cisalhamento vertical do vento fizeram com que o sistema lutasse para se intensificar, deixando o LLLC exposto. Embora a convecção continuasse a flutuar no sistema, a convecção profunda continuou a melhorar perto do centro. Em 18 de março, a JTWS emitiu posteriormente o seu último parecer sobre o sistema, Uma vez que a sua estrutura devia ser desorganizada. Durante o dia seguinte, a baixa tropical começou a deslocar-se para o sul da LLLC, a JTWC retomou o controlo do sistema. O LLCC começou a se desenvolver novamente com bandas convectivas profundas envolvendo–o, o JTWC reiniciou os avisos aproximadamente 341 km a noroeste de Learmonth às 03:00 UTC de 20 de março. Mais tarde naquele dia, o BoM informou que a baixa tropical tinha evoluído para um ciclone tropical de categoria 1 e nomeou-o Neville. Neville intensificou-se pouco depois, formando-se um olho nas imagens de micro-ondas. Um olho de buraco de agulha emergiu brevemente em imagens de satélite infravermelho e visível como uma característica irregular no centro do ciclone, rodeado por bandas de chuva bem definidas. Neville atingiu o pico de intensidade às 06:00 UTC do dia seguinte como um ciclone tropical severo de categoria 4 de ponta, com ventos sustentados de dez minutos estimados em 175 km/h e uma pressão barométrica central de 952 hPa. A JTWC estimou que o sistema estava gerando ventos sustentados de um minuto de 215 km/h, equivalente a um grande furacão de categoria 4 de baixa gama. Depois disso, o olho da tempestade tornou-se cheio de nuvens, fazendo com que Neville enfraquecesse gradualmente à medida que sua trilha se deslocava para oeste-sudoeste. O olho de Neville desapareceu das imagens de satélite e das nuvens do denso aquecimento central nublado. Pouco tempo depois, a tempestade começou a deteriorar-se devido às águas mais frias, ao aumento do vento vertical e ao arrastamento do ar seco. O BoM rebaixou a tempestade para uma baixa tropical severa em 24 de março. Por volta desta época, o ex-ciclone tropical Neville assumiu um curso mais consistente em direção ao sudoeste e atravessou o meridiano 90 a leste para o Sudoeste do Oceano Índico.
Ao longo de sua existência, Neville permaneceu longe das principais massas de terra; no entanto, trouxe rajadas de quase vendaval, conforme relatado no Aeroporto das Ilhas Cocos, com ventos atingindo 42 km/h, causando danos estruturais significativos no resort da ilha.

### Ciclone tropical severo Megan
Em 4 de março, o BoM observou a formação de uma baixa tropical ao sul da Indonésia Sumatra ou Java, designando-o como 09U. Nos dois dias seguintes, o BoM informou que estava se desenvolvendo sobre o mar de Timor Ocidental dentro do Vale. A análise do JTWC indicou que a perturbação se situava num ambiente favorável ao desenvolvimento, apresentando temperaturas da superfície do mar de 29 a 31 C e cisalhamento do vento baixo a moderado. Até 15 de março, a JTWC emitiu um TCFA na baixa tropical e advertiu que havia um elevado potencial para a perturbação se transformar num ciclone tropical. A baixa tropical deslocou-se para o Golfo da Carpentaria, tendo-se organizado gradualmente e começado a intensificar-se. No mesmo dia, a JTWC atualizou o sistema para o ciclone tropical 19S, aproximadamente 367 km a leste de Darwin, Território do Norte. Mais tarde, no dia seguinte, a BoM informou que a baixa tropical tinha evoluído para um ciclone tropical de categoria 1 e atribuiu o nome de Megan. A intensificação rápida começou no mesmo dia, com a Megan a atingir a categoria 2 de ciclone tropical. O BoM atualizou a tempestade para um ciclone tropical severo de categoria 4 às 12:00 UTC, operacionalmente, o BoM classificou Megan como um ciclone tropical severo de categoria 3 com ventos de 155 km/h, mas durante a reanálise pós-ciclone concluiu um pico de velocidade do vento de 165 km/h com base em medições de radar de abertura sintética. Aproximando-se gradualmente da costa sudoeste do Golfo de Carpentaria, o JTWC indicou que os ventos sustentados de um minuto atingiram 185 km/h, equivalente a um grande furacão de categoria 3 no SSHWS. Megan atingiu a costa sudoeste do Golfo de Carpentaria logo após as 06:00 UTC de 18 de março. Pouco depois do desembarque, a JTWC suspendeu as advertências sobre o sistema. Depois de desembarcar, o ciclone virou geralmente para sudeste e seguiu ao longo do interior de Borroloola. No dia seguinte, o sistema foi rebaixado para uma baixa tropical pelo BoM à medida que se aproximava da costa interior do Golfo da Carpentaria. O ex-ciclone tropical Megan mudou-se para o interior, rastreando todo o território do Norte, antes de o BoM parar de monitorizar a baixa em 21 de Março.
Uma evacuação planeada em Borroloola foi cancelada porque os aviões não podiam aterrar. Groote Eylandt obteve 600 mm de chuva.

### Baixa tropical 10U
Em 12 de março, o BoM começou a monitorar uma possível baixa tropical dentro do Vale das monções na extremidade superior leste no Golfo de Carpentaria, designando-a como 10U. Nos dois dias seguintes, a baixa tropical permaneceu mal organizada. Em 14 de Março, o BoM informou que uma baixa tropical havia se desenvolvido dentro de um vale de monções a leste da Península do Cabo York. Mais tarde naquele dia, o BoM parou de monitorizar a baixa, enquanto se deslocava para sudeste da Costa, continuando a enfraquecer.

### Ciclone tropical severo Olga
Em 4 de abril, o BoM informou que a baixa tropical 11U havia se desenvolvido dentro de um vale de monções no sul da Sumba na Indonésia. O JTWC avaliou as condições ambientais como favoráveis à ciclogénese tropical, tendo sido compensadas pelos efeitos do cisalhamento vertical de vento baixo a moderado as boas vazões em direcção aos pólos e as temperaturas da superfície do mar próximas de 30 a 31 C. A actividade convectiva começou a organizar-se numa circulação simétrica, o que levou a JTWC a emitir um TCFA sobre a perturbação à medida que seguia para sudoeste para um ambiente favorável. Até 5 de abril, o JTWC iniciou avisos sobre o sistema e classificou-o como ciclone tropical 21S, cerca de 642 km a noroeste de Learmonth, Austrália Ocidental. Mais tarde, no dia seguinte, o BoM informou que a baixa tropical tinha evoluído para um ciclone tropical de categoria 1 e atribuiu o nome de Olga, uma vez que a sua convecção profunda tinha-se organizado significativamente juntamente com uma melhor curvatura das suas bandas. O sistema desenvolveu um olho central denso e nublado e um olho fraco. No mesmo dia, Olga intensificou-se para um ciclone tropical severo de categoria 3, enquanto o JTWC atualizou Olga para o equivalente a um furacão de categoria 1 de baixa gama com ventos de 120 kmh. No dia seguinte, a tempestade tinha sofrido uma rápida intensificação para atingir o seu pico de força com ventos sustentados de 205 kmh — equivalente a um ciclone tropical severo de categoria 5 — e uma pressão central estimada de 933 hPa. A JTWC estimou que os ventos sustentados de um minuto neste momento eram de 220 kmh - o equivalente a um grande furacão de categoria 4. Operacionalmente, o BoM classificou Olga como um ciclone tropical severo de categoria 4 de ponta com ventos de 185 kmh, mas durante a reanálise pós-ciclone concluiu um pico de velocidade do vento de 205 kmh com base nas medições da técnica Dvorak. Ao atingir o seu pico, Olga entrou numa fase de enfraquecimento constante, pelo que o seu olho desapareceu das imagens de satélite. Até 8 de abril, o ciclone começou a encontrar cisalhamento crescente oeste-noroeste juntamente com arrastamento de ar seco. A convecção profunda torna-se deslocada para o sudeste de uma LLLC cada vez mais exposta. Olga foi reclassificada como baixa tropical pela BoM Às 18:00 UTC de 9 de abril, apesar de ainda produzir ventos fortes. No dia seguinte, a JTWC emitiu posteriormente o seu aviso final sobre o sistema, Uma vez que os seus ventos fortes logo ficaram confinados ao quadrante sul, à medida que a baixa tornou-se desprovida de convecção profunda, deixando a LLLC exposta. Pouco depois, o BoM parou de monitorar a baixa, enquanto se movia para sudoeste enquanto continuava a enfraquecer.

### Ciclone tropical Paul
Em 9 de abril, o BoM informou que uma baixa tropical 13U havia se formado sobre o arquipélago de Louisiade. A baixa tropical mostrou ciclogénese de convecção consolidada para o LLLC. No mesmo dia, a JTWC emitiu um TCFA, registando um enrolamento de bandas convectivas profundas num centro de circulação. Pouco depois, a BoM informou que a baixa tropical tinha evoluído para um ciclone tropical de categoria 1 e atribuiu o nome de Paul. A JTWC seguiu o exemplo, deu início a avisos sobre o sistema, classificou-o como ciclone tropical 22S. Paul apresentava um centro irregular e denso nublado e logo se tornou suficientemente organizado, obscurecendo o LLCC, com o BoM atualizando a tempestade para um ciclone tropical de categoria 2. Paul então atingiu o pico às 12:00 UTC de 11 de abril, com ventos sustentados de 10 minutos de 95 kmh, e uma pressão barométrica central de 994 hPa. A convecção profunda tornou-se desorganizada num centro fracamente definido devido ao aumento do cisalhamento do vento a oeste. O sistema foi rebaixado para uma baixa tropical pela BoM Às 00:00 UTC de 12 de abril. Posteriormente, o JTWC emitiu o seu último parecer sobre o sistema, Uma vez que a sua circulação se tornou desorganizada. A circulação de Paul tinha-se dissipado no mesmo dia.

## Nomes das tempestades

### BOM da Austrália
O Australian Bureau of Meteorology (TCWC Melbourne) monitora todos os ciclones tropicais que se formam na região australiana, incluindo qualquer um dentro das áreas de responsabilidade do TCWC Jakarta ou TCWC Port Moresby. Se uma baixa tropical atingir a força do ciclone tropical dentro da área de responsabilidade do BM, será atribuído o próximo nome da lista de nomenclatura a seguir. Os nomes Lincoln and Megan foram utilizados pela primeira vez (e só uma vez, no caso de Megan) esta temporada, depois de substituir Laurence e Magda respetivamente, da temporada de 2009–2010.  Os nomes que foram usados para a temporada 2023–24 estão listados abaixo:
| - Jasper - Kirrily - Lincoln - Megan | - Neville - Olga - Paul |

### Retirada de nomes
Mais tarde, em 2024, o Comité de ciclones tropicais RA V das organizações meteorológicas mundiais retirou os nomes Jasper, Kirrily e Megan, substituindo-os pelos nomes Julian, Kima e Merryn, respectivamente, devido aos danos causados pelos sistemas na Austrália Ocidental e no Pacífico Sul.

### TCWC Jakarta
O TCWC Jakarta monitora os ciclones tropicais do Equador até 11S e de 90E a 145E. Se uma Depressão Tropical atingir a força do Ciclone Tropical dentro da Área de Responsabilidade do TCWC Jacarta, será atribuído o próximo nome da lista a seguir: 
| - Anggrek |

### TCWC Port Moresby
Os ciclones tropicais que se desenvolvem ao norte de 11°S entre 151°E e 160°E são nomeados pelo Tropical Cyclone Warning Center em Porto Moresby, Papua-Nova Guiné. A formação de ciclones tropicais nesta área é rara, sem nomes de ciclones desde 2007 Como os nomes são atribuídos em ordem aleatória, a lista completa é mostrada abaixo:
| - Hibu (sem usar) - Ila (sem usar) - Kama (sem usar) - Lobu (sem usar) - Maila (sem usar) | - Alu (sem usar) - Buri (sem usar) - Dodo (sem usar) - Emau (sem usar) - Fere (sem usar) |

## Efeitos sazonais
Tabela da temporada de ciclones na Austrália de 2023-2024
| Nome                | Datas ativo                   | Classificação máxima | Velocidade de vento sustentados | Pressão  | Áreas afetadas                                                       | Danos (USD)  | Fatalidades | Refs    |
| ------------------- | ----------------------------- | -------------------- | ------------------------------- | -------- | -------------------------------------------------------------------- | ------------ | ----------- | ------- |
| Jasper              | 4-dez. – 18-dez.              | Ciclone categoria 5  | 115 km/h                        | 115 HPa  | Ilhas Salomão, Queensland                                            | 675 milhão   | 1           | [ 164 ] |
| Anggrek             | 10-jan. – 25-jan.             | Ciclone categoria 3  | 75 km/h                         | 75 HPa   | Nenhum                                                               | 0            |             |         |
| 03U                 | 11-jan. – 23-jan.             | Baixa tropical       | N/A                             | 991 hPa  | Território do Norte, Austrália Ocidental                             | Nenhum       | 0           |         |
| Kirrily             | 12-jan. – 3-fev.              | Ciclone categoria 3  | 65 km/h                         | 65 HPa   | Queensland, Território do Norte, Sul da Austrália, Nova Gales do Sul | Desconhecido | 0           |         |
| 06U                 | 30-jan. – 7-fev.              | Baixa tropical       | 30 km/h                         | 30 Hpa   | Nenhum                                                               | Nenhum       | 0           |         |
| Lincoln             | 14-fev. – 25-fev.             | Ciclone categoria 1  | 45 km/h                         | 45 HPa   | Território do Norte, Queensland, Austrália Ocidental                 | Nenhum       | 0           |         |
| Neville             | 4-mar. – 24-mar.              | Ciclone categoria 4  | 100 km/h                        | 100 HPa  | Ilhas Coco, Ilha Christmas                                           | Nenhum       | 0           |         |
| Megan               | 13-mar. – 21-mar.             | Ciclone categoria 4  | 90 km/h                         | 90 HPa   | Território do Norte, Queensland                                      | Nenhum       | 0           |         |
| 10U                 | 14-mar. – 14-mar.             | Baixa tropical       | N/A                             | 1003 hPa | Península do Cabo York                                               | Nenhum       | 0           |         |
| Olga                | 3-abr. – 11-abr.              | Ciclone categoria 5  | 110 km/h                        | 110 HPa  | Pequenas Ilhas da Sonda, Austrália Ocidental                         | Nenhum       | 0           |         |
| Paul                | 9-abr. – 12-abr.              | Ciclone categoria 2  | 50 km/h                         | 50 HPa   | Arquipélago Louisiade                                                | Nenhum       | 0           |         |
| 12U                 | 12-abr. – 14-abr.             | Baixa tropical       | N/A                             | 1006 hPa | Pequenas Ilhas da Sonda, Timor-Leste                                 | Nenhum       | 0           |         |
| 16U                 | 4-maio – 5-maio               | Baixa tropical       | N/A                             | 1004 hPa | Nenhum                                                               | Nenhum       | 0           |         |
| Totais da temporada |                               |                      |                                 |          |                                                                      |              |             |         |
| 13 sistemas         | 4 Dezembro 2023 - 5 Maio 2024 |                      | 110 km/h                        | 933 hPa  |                                                                      | 675 milhão   | 1           |         |